# Pojezierze Łatgalskie
Pojezierze Łatgalskie (842.3; biał. Асвейская града, Aswiejskaja hrada; ros. Освейская гряда, Oswiejskaja griada; łot. Latgales augstiene) – makroregion fizycznogeograficzny Europy Wschodniej położony na obszarze Białorusi, Łotwy i częściowo Rosji, wchodzący w skład megaregionu Nizina Wschodnioeuropejska, prowincji Niż Wschodniobałtycko-Białoruski i podprowincji Pojezierza Wschodniobałtyckie. Jest to wyżynny obszar polodowcowy z wzniesieniami sięgającymi 289 m n.p.m. Zgodnie z uniwersalną regionalizacją dziesiętną makroregion oznaczony jest numerem 842.3.